# Epidote Peak
Epidote Peak är en bergstopp i Antarktis. Den ligger i Västantarktis. Nya Zeeland gör anspråk på området. Toppen på Epidote Peak är 1 832 meter över havet, eller 33 meter över den omgivande terrängen. Bredden vid basen är 0,30 km.
Terrängen runt Epidote Peak är varierad. Trakten är obefolkad. Det finns inga samhällen i närheten. 